# Chionaema andromeda
Chionaema andromeda là một loài bướm đêm thuộc phân họ Arctiinae, họ Erebidae.